# Tajemnica królowej Anny, czyli muszkieterowie 30 lat później
Tajemnica królowej Anny, czyli muszkieterowie 30 lat później (ros. Тайна королевы Анны, или Мушкетёры тридцать лет спустя) – rosyjski telewizyjny film muzyczny, oparty na powieści Aleksandra Dumasa ojca pt. „Wicehrabia de Bragelonne”. Dwuczęściowy miniserial, sequel serialu D’Artagnan i trzej muszkieterowie z 1978 roku.

## Obsada
- Michaił Bojarski – D’Artagnan
- Wieniamin Smiechow – Atos
- Walentin Smirnicki – Portos
- Igor Starygin – Aramis
- Dmitrij Charatjan – Ludwik XIV / Filip Marchiali
- Andriej Sokołow – wicehrabia Raul de Bragelonne, syn Atosa
- Anatolij Rawikowicz – kardynał Mazarin
- Alisa Friejndlich – Anna Austriaczka
- Aleksiej Jasułowicz – Karol II Stuart
- Jekatierina Striżenowa – Madlen
- Jüri Järvet – generał jezuitów